# Красный Свет (Гусевицкий сельсовет)
Красный Свет (бел. Чырвоны Свет) — посёлок в Гусевицком сельсовете Буда-Кошелёвского района Гомельской области Белоруссии.

## География

### Расположение
В 13 км на юг от Буда-Кошелёво, 35 км от Гомеля, 5 км от железнодорожного разъезда Радеево (на линии Жлобин — Гомель).

## Транспортная сеть
Транспортные связи по просёлочной, затем автомобильной дороге Буда-Кошелёво — Уваровичи. Планировка состоит из двух коротких, почти параллельных между собой широтных улиц, застроенных односторонне деревянными домами усадебного типа.

## История
Основана в 1920 году переселенцами с соседних деревень. В 1926 году в Уваровичском районе Гомельского округа. В 1929 году жители деревни вступили в колхоз. В 1959 году в составе экспериментальной базы «Пенчин» (центр — деревня Пенчин).

## Население

### Численность
- 2018 год — 30 жителей.

### Динамика
- 1926 год — 13 дворов, 111 жителей.
- 1959 год — 202 жителя (согласно переписи).
- 2004 год — 37 хозяйств, 69 жителей.